# Утрехтська унія

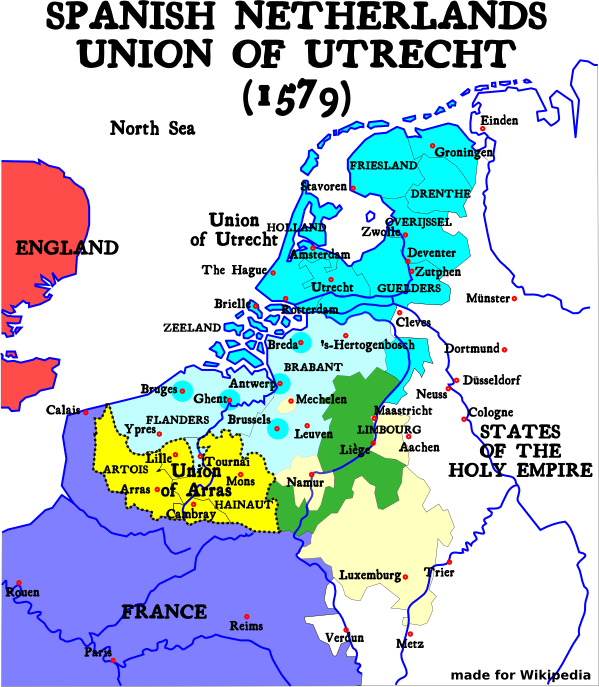
Мапа іспанських Нідерландів, Арраська і Утрехтська унії (1579)

Утрехтська унія  (нід. Unie van Utrecht) — військово-політичний союз спочатку п'яти, а потім семи провінцій (Голландія, Зеландія, Утрехт, Гелдерн, Оверейсел, Фрисландія, Гронінген) Північних Нідерландів, укладений 23 січня 1579 року в Утрехті проти Іспанії.
У ході Нідерландської революції XVI століття південні провінції країни 6 січня 1579 року уклали Арраську унію, направлену на збереження влади іспанського короля Філіпа II Габсбурга. У відповідь п'ять північних провінцій (пізніше до них приєдналися ще дві провінції) 23 січня 1579 року уклали в Утрехті унію проти іспанської влади, яка намагалася відновити панування в Нідерландах, фактично втрачене в ході революції, і проти внутрішньої феодально-католицької реакції.
Статті Утрехтської унії передбачали спільне ведення революційної війни, нерозривність союзу, ведення спільної зовнішньої політики, створення спільної армії, єдиної монетної системи.
Формально не оголошуючи про позбавлення влади іспанського короля, Утрехтська унія разом з тим не залишала місця для реально діючої королівської влади. Передбачала федеративний політичний устрій.
Укладення Утрехтської унії заклало основу самостійного державного існування Республіки Об'єднаних провінцій Нідерландів (до Утрехтської унії приєдналися також багато міст Фландрії і Брабанту, але в 1580-х роках вони були завойовані іспанськими військами).